# Christiane Papon
Christiane Papon (n. 3 septembrie 1924, Viena, Republica Austriacă – d. 8 ianuarie 2023, Neuilly-sur-Seine, Île-de-France, Franța) a fost o politiciană franceză născută în Austria.

## Biografie
Papon s-a născut la 3 septembrie 1924 la Viena, Austria. Papon a fost membru al Raliului pentru Republică⁠(d) (RPR) și a condus aripa sa feminină, Femme Avenir, între 1975 și 1988. A fost aleasă în Adunarea Națională în 1986 prin reprezentare proporțională, în calitate de membru al RFR din Val-de-Marne. Ea a reprezentat prima circumscripție electorală a Val-de-Marne din 1988 și a servit până în 1993. În timp ce era membru al Adunării Naționale, Papon a făcut parte și din Parlamentul European, reprezentând Franța din 1987 până în 1989.
Papon a fost desemnată comandant al Legiunii de Onoare în 2000, și distinsă cu Marea Cruce a Ordinului Național de Merit în 2008.
Papon a murit în Hauts-de-Seine la 8 ianuarie 2023, la vârsta de 98 de ani.